# Das Schwert des Robin Hood
Das Schwert des Robin Hood ist ein britischer Abenteuerfilm aus dem Jahr 1960, den Terence Fisher für die Hammer Studios inszenierte.

## Handlung
Robin Hood und seine Gruppe von Gesetzlosen kämpfen gegen die Tyrannei des Sheriffs von Nottingham. Eines Tages erreicht ein verwundeter Reisender das Lager im Sherwood Forest. Bevor er stirbt, flüstert er Robin Hood etwas über Gefahr in der Stadt Bawtry zu. Ein goldenes Emblem, das der Tote bei sich trägt, ist der einzige Hinweis auf die geheimnisvolle Gefahr.
Robin Hood erkennt, dass der Earl of Newark das gleiche Emblem trägt. Robin gibt sich als Förster aus und lässt sich in die Einheit gemieteter Bogenschützen des Earls anwerben. Mit der Hilfe von Bruder Tuck und Maid Marian findet er heraus, dass der Earl und der Sheriff versucht haben, das Schloss von Bawtry zu übernehmen. Doch sie scheiterten am Widerstand des Erzbischofs von Canterbury.
Robin ist klar geworden, dass der Erzbischof, der mit Maid Marian reist, ermordet werden soll. Robin kann den Anschlag vereiteln und die Reisenden in einem Kloster in Sicherheit bringen. Der Sheriff wird von Männern des Earls getötet. Der Earl lässt das Kloster stürmen, wird aber zusammen mit seinen Männern von Robin und seinen Männern abgewehrt und getötet. Am nächsten Morgen gibt der abreisende Erzbischof seinen Segen für die Hochzeit zwischen Robin und Marian.

## Kritiken
„Mit erstaunlichem Ehrgeiz in der Bildführung gestalteter Abenteuerfilm, der sich ansonsten aber eher durch Naivität auszeichnet.“

„Terence Fisher (‚Dracula‘), Hausregisseur der Londoner Hammer-Studios, fabrizierte mit seinem Aufguss der Robin-Hood-Saga ein eher mittelprächtiges Abenteuer. Schön indes, wie Horror-Mime Peter Cushing böse Miene zum guten Spiel macht.“

„Das Robin-Hood-Opus […] ist nicht annähernd so schmuddelig wie die letzten ca. 20 in dieser unendlichen Serie.“

## Hintergrund
Der Film wurde am 26. Dezember 1960 in Großbritannien uraufgeführt. In Deutschland erschien er erstmals am 28. Juli 1961 in den Kinos.
Gedreht wurde der Film in Irland.
Richard Greene spielte den Robin Hood schon von 1955 bis 1959 in 143 Episoden der britischen TV-Serie Die Abenteuer von Robin Hood.